# Ala (militare)
In campo militare, l'ala di un esercito o di un reparto è una delle parti estreme ai due lati. Era costituita spesso da reparti o unità celeri destinate ad azioni avvolgenti o a contrastare quelle corrispondenti del nemico. 
Presso gli antichi Romani, le ali erano composte da coorti di fanti e torme di cavalieri fornite in un tempo dagli alleati italici e, dal 90 a.C. circa, dalle popolazioni alleate e soggette a Roma fuori della penisola. In questo stesso periodo, le ali cominciarono ad essere composte esclusivamente da cavalieri. L'imperatore Augusto le organizzò in reparti di 1.000 o 500 unità, comandate da prefetti per lo più dell'ordine equestre. Venivano nominate con il nome del paese d'origine o col nome di un imperatore o generale o particolare appellativo onorifico.
Le prime ali militari note sono storicamente i carri falciati degli Ittiti e degli Egizi, che, per la loro particolare capacità d'attacco (avevano delle lame sulle ruote verso l'esterno, da qui l'aggettivo falciati) venivano impiegati ai lati della formazione.
Le ali servono sia per accerchiare le truppe nemiche, sia per evitare propri accerchiamenti. Per questo è fondamentale la loro vittoria con la controparte nemica.